# Julij Osipovič Chmel'nickij
Julij Osipovič Chmel'nickij (Varsavia, 28 dicembre 1904 – Mosca, 11 ottobre 1997) è stato un regista cinematografico sovietico.

## Filmografia (parziale)

### Regista
- Mister Iks (1958)